# Vernon Stratton
Vernon Gordon Lennox Stratton (26 de octubre de 1927-20 de agosto de 2011) fue un deportista británico que compitió en vela en la clase Finn. Ganó una medalla de oro en el Campeonato Mundial de Finn de 1960.

## Palmarés internacional
| Campeonato Mundial | Campeonato Mundial    | Campeonato Mundial | Campeonato Mundial |
| Año                | Lugar                 | Medalla            | Clase              |
| ------------------ | --------------------- | ------------------ | ------------------ |
| 1960               | Torquay (Reino Unido) | Medalla de oro     | Finn               |